# Adony
Adony (hongrois : Adony [ˈɒdoɲ] ; allemand : Adam ; serbe : Џунтаран / Džuntaran) est une localité hongroise située dans le comitat de Fejér.

## Histoire
Adony est habitée depuis l'âge du bronze. En raison de sa situation géographique, elle a toujours été un carrefour important pour les rencontres, pacifiques ou conflictuelles, entre différents peuples et cultures.
À l'époque romaine, la localité était connue sous le nom de Vetus Salina et servait de fortification militaire sur le limes de la province de Pannonie.
Dès le haut Moyen Âge, Adony apparaît dans les chartes sous le nom d'Odon, en tant que domaine royal et oppidum (bourg). Lors de sa marche vers Mohács, le roi Louis II de Hongrie y lança son dernier appel désespéré à la noblesse du pays.
Durant l'occupation ottomane, qui dura près de 150 ans, la localité – alors connue sous le nom de Jancourteran – fut transformée en fort turc. Une partie de la population hongroise d'origine s'enfuit, tandis qu'une autre fut décimée.
Après l'expulsion des Ottomans, le repeuplement de la région s'intensifia. Outre le retour progressif des habitants d'origine, des vagues d'immigration spontanée et organisée apportèrent une population significative d'Allemands et de Slovaques, qui rejoignirent la communauté serbe (rác) déjà installée depuis plusieurs décennies. Les Allemands devinrent le groupe dominant, tant par leur nombre que par leur influence culturelle et communautaire. Dès 1723, ils construisirent une église, et l'enregistrement des baptêmes débuta en 1733. Aux XVIIIe siècle et XIXe siècle, Adony est souvent mentionnée comme une mezőváros (ville de marché) germanophone. Les colons allemands introduisirent notamment le culte de Saint Urbain, protecteur des vignobles et du vin, ainsi que de nombreuses traditions agricoles et culturelles, dont des coutumes musicales et dansantes encore vivantes aujourd'hui.
À partir du XIXe siècle, avec l'essor de la bourgeoisie, des associations civiles se développèrent et une presse locale vit le jour, relatant les festivités, représentations théâtrales et expositions de la région. L'économie locale était marquée par des activités traditionnelles telles que la viticulture, la pêche et la meunerie fluviale. De nombreuses légendes, chansons et récits populaires témoignent de l'état d'esprit et du mode de vie de l'époque.
À la fin du XIXe siècle, la langue allemande commença à perdre du terrain. Les offices religieux en allemand cessèrent dans le dernier tiers du siècle, contribuant au déclin progressif de son usage quotidien.
En 1891, Adony comptait 4 426 habitants, dont 3 372 Hongrois et 1 002 Allemands.
Au début du XXe siècle, la ville occupait un rôle central en tant que chef-lieu de district et poursuivait son développement. En 1871, lors de la suppression du statut de mezőváros (ville de marché) en Hongrie, Adony fut reclassée en nagyközség (grosse commune).
Toutefois, sous le régime socialiste, elle perdit son importance avec la construction de Dunaújváros (anciennement Sztálinváros), qui devint un nouveau pôle régional. Après une période de ralentissement, Adony connut un regain de dynamisme à partir des années 1970 avec le développement de ses infrastructures urbaines. La vie sociale et culturelle se réorganisa progressivement, notamment autour de l'orchestre de cuivres fondé en 1927, du chœur féminin Gyöngyvirág, du groupe de danse folklorique et du cercle de chant traditionnel. Une presse locale (Duna-Adony) fut relancée et de nouvelles initiatives culturelles virent le jour, notamment le festival Saint-Urbain et divers événements patrimoniaux.
En 1995, Adony établit un partenariat officiel avec la commune d'Oberweser-Oedelsheim, en Hesse (Allemagne). En 1998, la Communauté autonome allemande d'Adony (Adonyi Német Kisebbségi Önkormányzat) fut fondée pour préserver l'héritage culturel germanophone. En 2004, la commune obtint le statut de ville.

## Population

### Minorités culturelles et religieuses
En 2001, 1,8 % de la population se déclarait d'origine allemande.
Lors du recensement de 2011, 86,2 % des habitants s'identifiaient comme Hongrois, 0,3 % comme Roms, 2,2 % comme Allemands, 0,2 % comme Roumains et 0,3 % comme Serbes. En raison des identités multiples, le total peut dépasser 100 %. Par ailleurs, 13,6 % des habitants n'ont pas souhaité répondre à la question sur leur appartenance ethnique.
Concernant l'appartenance religieuse, 40 % de la population se déclarait catholique romaine, 3,7 % réformée, 0,3 % évangélique et 0,3 % grecque-catholique. 23,4 % se déclaraient sans appartenance religieuse, tandis que 31,6 % n'ont pas répondu.
En 2022, 89,5 % des habitants se déclaraient Hongrois, 2,3 % Allemands, 0,4 % Roms, 0,2 % Serbes et 0,2 % Polonais. De plus, 0,1 % des habitants s'identifiaient comme Slovènes, Ukrainiens, Roumains ou Slovaques, et 3 % comme appartenant à d'autres groupes nationaux non hongrois. 10,2 % des habitants n'ont pas souhaité répondre.
Concernant la religion, 28,7 % de la population se déclarait catholique romaine, 3,6 % réformée, 0,4 % évangélique, 0,4 % grecque-catholique et 0,5 % affiliée à une autre confession chrétienne. 0,9 % se déclaraient d'une autre branche du catholicisme et 21,6 % sans appartenance religieuse. 43,6 % des habitants n'ont pas répondu.

## Équipements

### Réseaux extra-urbains
Adony est située à l'extrémité orientale du comitat de Fejér, sur les rives du Danube, à 15 km au sud d'Ercsi. Les localités voisines sont Kulcs (7 km), Pusztaszabolcs (8 km), ainsi que Perkáta et Rácalmás (12 km chacune).
La ville est traversée à l'est par la route nationale 6 et bordée à l'ouest par l'autoroute M6 ainsi que par la ligne ferroviaire Pusztaszabolcs–Paks. La gare d'Adony se trouve dans la partie sud-ouest de la commune et est accessible par la route 62 307.
Adony est reliée à Pusztaszabolcs et Velence par la route 6207, à Perkáta par la route 6208 et à Káloz par la route 6209. Le réseau de transport en commun comprend plusieurs lignes de bus, notamment les lignes 1120, 1125, 8185, 8236, 8238 et 8240.
Adony est un point de passage important pour le bac sur le Danube.

## Économie
En 2006, le port d'Adony a été inauguré, accompagné d'un entrepôt céréalier et centre logistique. Ce complexe, construit selon les standards européens, s'étend sur deux sites adjacents couvrant une superficie totale de 170 000 m². Il comprend 84 silos capables de stocker près de 700 000 tonnes de céréales et autres marchandises.

## Patrimoine urbain
Adony possède un riche patrimoine naturel et architectural. Son parc du château est un espace verdoyant apprécié des habitants et des visiteurs. Situées à proximité, les collines viticoles de Szőlőhegy témoignent de la tradition viticole locale, héritée des colons allemands et toujours perpétuée aujourd'hui.
Le Danube et la Grande Île (Nagysziget) offrent un cadre naturel remarquable, propice aux promenades et à l'observation de la faune et de la flore locales. La région est également connue pour ses étangs de pêche, qui attirent les amateurs de pêche et de nature.
Sur le plan architectural, la chapelle Saint-Urbain est un édifice emblématique, dédié au saint patron des vignerons. L'église baroque constitue un autre élément central du patrimoine religieux de la ville. Enfin, le parc commémoratif rend hommage à l'histoire locale et aux événements marquants de la communauté.

## Relations internationales

### Jumelages
- Oberweser (Allemagne) depuis 1995[1]
- Szczekociny (Pologne) depuis 2001
- Cehu Silvaniei (Roumanie) depuis 2009

## Personnalités liées à la localité
Adony a vu naître plusieurs figures notables dans divers domaines. Parmi elles, Ferenc Simon (né en 1893), agriculteur et député au Parlement hongrois, a marqué la vie politique du pays.
Le peintre Dávid Herz, également professeur de dessin et directeur d'école, est originaire d'Adony. Il est le père de l'historien de la littérature Bódog Halmi. La ville est aussi le lieu de naissance de Ágnes Bálint, écrivaine récompensée par le prestigieux prix József Attila.
Dans le domaine scientifique, Pál Selényi, physicien de renom, est une autre personnalité issue de la commune.
Enfin, Adony a donné naissance à plusieurs artistes peintres, dont Katalin Nógrádi, Irén Feketéné Gévai et Imre Baranyai, qui ont contribué au patrimoine artistique hongrois.